# Thalassoma ballieui
Thalassoma ballieui là một loài cá biển thuộc chi Thalassoma trong họ Cá bàng chài. Loài này được mô tả lần đầu tiên vào năm 1875.

## Từ nguyên
Từ định danh của loài cá này, ballieui, được đặt theo tên của Pierre Étienne Théodore Ballieu, lãnh sự Pháp tại Hawaii, người đã cung cấp nhiều mẫu vật từ vùng biển này cho Bảo tàng Lịch sử Tự nhiên Quốc gia Pháp, bao gồm cả T. ballieui.

## Phạm vi phân bố và môi trường sống
T. ballieui có phạm vi phân bố giới hạn ở Bắc Thái Bình Dương. Đây là một loài đặc hữu của quần đảo Hawaii và đảo san hô Johnston. Một loài trong chi Thalassoma cũng chỉ được biết đến tại Hawaii và Johnston, là Thalassoma duperrey.
T. ballieui sống gần các rạn san hô ngoài biển khơi và trong các đầm phá ở độ sâu đến 60 m.

## Mô tả
T. ballieui có chiều dài cơ thể tối đa được ghi nhận là 39,5 cm. Cá con có màu vàng xanh lục phủ khắp cơ thể; vảy có viền màu nâu đỏ. Cá cái trưởng thành có màu nâu xám với các vạch sọc đứng ở hai bên thân. Cá đực trưởng thành có đầu màu xám sẫm, vây đuôi và vây ngực màu xám đen. Vây đuôi lõm sâu, hình lưỡi liềm.
Số gai ở vây lưng: 8; Số tia vây ở vây lưng: 13; Số gai ở vây hậu môn: 3; Số tia vây ở vây hậu môn: 11.

## Sinh thái và hành vi
Thức ăn của T. ballieui là các loài thủy sinh không xương sống và các loài cá nhỏ. T. ballieui có lẽ sinh sản theo một nhóm lớn như những loài cùng chi. T. ballieui được biết là trải qua giai đoạn cá bột trong khoảng 121 ngày.
Loài này được đánh bắt nhằm mục đích buôn bán cá cảnh, và cũng được xem là một loài hải sản.